# Старченко Павло Олександрович
Павло́ Олекса́ндрович Ста́рченко (нар. 18 травня 1977 — пом. 29 січня 2015) — старший солдат Збройних Сил України, учасник російсько-української війни.

## Життєпис
Народився в Старому Осколі, згодом родина переїхала до Чернігова. Навчався в чернігівській ЗОШ № 2, згодом у ЗОШ № 27. 1991 року помер батько, Павло став у родині за головного. Під час навчання у старших класах закінчив курси екскурсоводів, також відвідував «Клуб юних космонавтів» — при Чернігівському вищому військовому авіаційному училищі льотчиків.
1995 року вступив до Харківського авіаційного інституту, однак через травму залишив навчання на останньому курсі. Від 2000 року працював на будівельних майданчиках у Києві. Неодноразово бував за кордоном, також подорожував Європою автостопом. 2008 року вступив до Міжрегіональної Академії управління персоналом — факультет політології міжнародних відносин, який закінчив з відзнакою 2013 року. Навчання поєднував з працею каменяра.
Мав власні погляди щодо поліпшення економічного та політичного становища у державі, їх викладав у періодичних виданнях, зокрема в газеті «Україна молода».
Був активним учасником Помаранчевого майдану та Євромайдану.
Доброволець, мобілізований весною 2014 року, старший стрілець 1-ї мотопіхотної роти, 13-й окремий мотопіхотний батальйон «Чернігів-1».
Загинув 29 січня 2015 року під час відбиття танкової атаки противника на блокпосту 1301 (позиція «Вовк») в районі м. Вуглегірськ Донецької області. Разом з Павлом загинули солдат Олександр Бригинець та солдат Андрій Лебедєв.
Упізнаний за експертизою ДНК серед загиблих захисників, тіла яких вивезли з місця боїв до Дніпропетровська.
9 квітня 2015-го Павла поховали у Чернігові на кладовищі Яцево.
Одружений не був, лишилася мама та сестра.

## Нагороди та вшанування
- Указом Президента України № 103/2016 від 21 березня 2016 року, «за особисту мужність і високий професіоналізм, виявлені у захисті державного суверенітету та територіальної цілісності України, вірність військовій присязі», нагороджений орденом «За мужність» III ступеня (посмертно)[1].
- Рішенням Чернігівської міської ради № 10/VIII-3 від 26 серпня 2021 року надано почесне звання «Захисник України — Герой Чернігова» (посмертно)[2].
- Рішенням Чернігівської обласної ради № 1-25/VII від 28 жовтня 2020 року нагороджений Почесною відзнакою «За мужність і вірність Україні» (посмертно)[3].